# Иджоидные языки
Иджоидные языки распространены среди народностей иджо и дефака (афакани) в дельте реки Нигер, общее число носителей — около 10 млн. Самым многочисленным языком данной группы является изон (4 млн носителей), за ним следует калабари (0,25 млн носителей).
Обычно данная группа делится на две ветви: языки иджо и дефака. Ветвь иджо состоит из 9 языков, а ветвь дефака — из единственного исчезающего языка.
Иджоидные языки относятся к нигеро-конголезской семье. Характерный порядок слов: SOV (необычный для прочих нигеро-конголезских языков, за исключением манде и догонских, удалённых от иджоидных территориально. Подобно двум последним группам, в иджоидных языках нет ни малейших следов системы именных классов, характерной для нигеро-конголезских языков, что может говорить о раннем отделении этой группы от семьи.
Креольский язык бербис в Гайане, основанный на нидерландском языке, имеет немало заимствований из языка иджо.

## Классификация
Нижеследующая классификация основана на трудах и .
- Дефака
- Языки иджо
  - Восточные
    - Нкороо
    - Языки ибани-окрика-калабари
      - Ибани
      - Калабари
      - Кирике (окрика)

    - Ijo South-East (Nembe)

  - Западные (или центральные)
    - Изон
    - Inland Ijo
      - Biseni
      - Akita (Okordia)
      - Oruma

## Исследователи
- Уильямсон, Кей
- Бленч, Роджер